# Osti jarej
Izraz »Osti jarej!« naj bi po prepričanju zagovornikov tako imenovane venetske teorije pomenil Ostani mlad! in naj bi šlo za enega najstarejših slovenskih zapisanih pozdravov oziroma napitnic. Po mnenju sodobne jezikoslovne znanosti gre za zmoto in takega pozdrava nikoli ni bilo.
Poglavitni vir širjenja zamisli, da gre za starodaven slovenski pozdrav, je spletna stran nacionalističnega društva Hervardi, njihova razlaga se pojavlja v mnogih spletnih zapisih, ki navajajo »osti jarej« kot slovenski pozdrav. Utemeljili so ga na napisu na venetskem vrču, ki so ga 1911 našli pri Škocjanu na Krasu. Napis je sestavljen iz besed »osti« in »jarej«, avtorji zamisli o starodavnem pozdravu pa menijo, da je osti skrajšana oblika besede 'ostani', pri čemer to utemeljujejo, da v slovenskem kraškem narečju uporabljajo zelo podobno zvenečo besedo »uosti«. Za »jarej« menijo, da gre za daljšo obliko besednega korena ’jar’ oziroma ’jara’, ki pomeni mlad, nov in zdrav ali pomladen. Po mnenju strokovnjakov pa gre pravzaprav pri zapisu .o..s.tiiare.i. za eno samo besedo, in sicer dajalnik ednine avtohtonega venetskega moškega osebnega imena .o..s.tiiari.s. = Ostijaris (z naglasom na prvem zlogu besede). Zapis izhaja iz poznega 4. stoletja pr. n. št. (slovenščina se je kot jezik začela oblikovati v 6. stoletju našega štetja  in je prvič zapisana v 10. stoletju našega štetja).
Jezikoslovec in etimolog dr. Marko Snoj je v Jezikovni svetovalnici Inštituta za slovenski jezik Frana Ramovša razlago o slovenskem pozdravu zavrnil, saj naj bi temeljila na napačnem branju in zmotni interpretaciji venetskega napisa. Ob tem opozarja, da je napačno že stališče o podobnosti med italskim venetskim jezikom, ki se je govoril v severni Italiji pred približno dva tisoč leti, in slovenščino, saj to temelji na površinski podobnosti nekaterih, pogosto napačno prebranih venetskih besed in na nepoznavanju ter zato nepriznavanju zgodovinskega razvoja jezikov. »Take navidezne podobnosti brez upoštevanja sistemskega razvoja jezikov, o katerem danes vemo že zelo veliko, nimajo nobene vrednosti. Lahko jih primerjamo s prizadevanjem, ko bi kdo skušal dokazati sorodnost med metuljevimi in ptičjimi krili, češ saj krila, kakršna koli že, tako metulju kakor ptiču omogočajo letenje, ob tem pa ne bi vedel niti priznal dejanske sorodnosti med prednjimi okončinami plazilcev in ptičjimi krili, ki jo je dokazal že Darwin,« ugotavlja dr. Snoj.